# 小沢重政
小沢 重政（おざわ しげまさ）は、鎌倉時代前期の武蔵国小沢郷（現東京都稲城市周辺）の武将。鎌倉幕府御家人。秩父平氏の一族。父は稲毛重成。母は北条時政の娘（稲毛女房）。小沢城城主とされる。

## 生涯
弓矢に優れ、建仁元年（1201年）1月12日、幕府の的初めの儀に叔父の榛谷重朝とともに一番射手となる。
元久2年（1205年）6月23日、北条時政の謀略によって同族の畠山重忠が畠山重忠の乱で滅ぼされると、その翌日、重忠の誅殺は父重成の陰謀であるとされ、三浦義村が経師谷（きょうじがやつ）入口で秩父一族の榛谷重朝とその子息らを謀殺し、重成は大河戸行元に殺害され、重政は宇佐美祐村に殺された。
その子孫については『地誌編輯取調簿』によれば、｢往古事蹟不詳、鎌倉府ノ頃稲毛三郎重成之ヲ領、後重成ノ族小沢左近将監信重之ヲ給シ、応安ノ頃小沢左エ門尉国高之ヲ領ス」などと記載されている。（参考資料：小山田の風土と歴史」町田ジャーナル編）